# بادي أوهانلون
بادي أوهانلون (بالإنجليزية: Paddy O'Hanlon)‏ هو سياسي بريطاني، ولد في 8 مايو 1944، وتوفي في 7 أبريل 2009. انتخب عضو برلمان أيرلندا الشمالية وفي الانتخابات البرلمانية في أيرلندا الشمالية 1973 ‏، انتخب عضو برلمان أيرلندا الشمالية 1973-1974 وقد انضم خلال فترته النيابية ‏ للكتلة البرلمانية الحزب الاشتراكي العمالي.